# Dosel (vid)

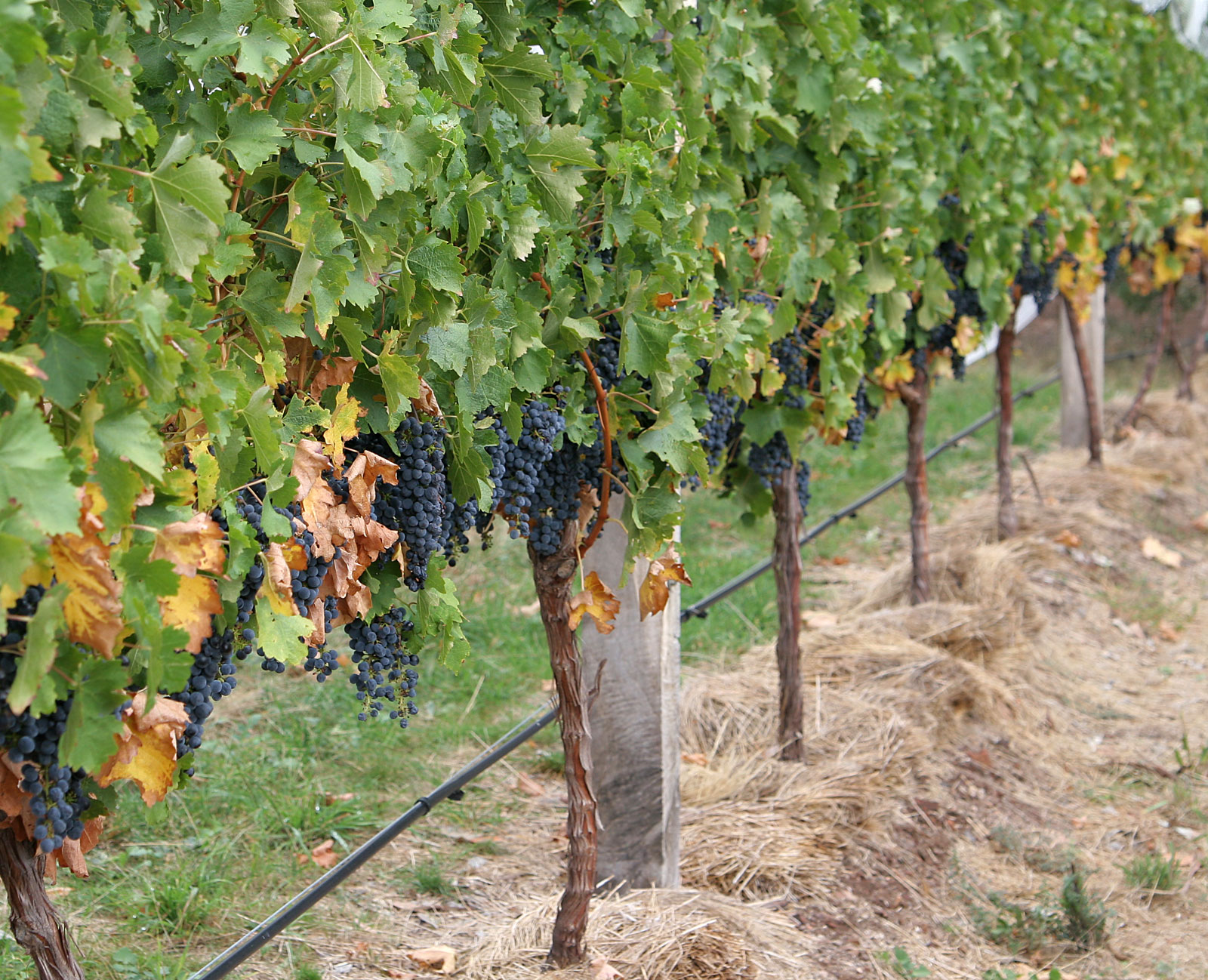
Vides de uva y sus marquesinas.

En viticultura, el dosel de una vid incluye las partes de la vid visibles sobre el suelo: el tronco, el cordón, los tallos, las hojas, las flores y los frutos. El dosel juega un papel clave en la captura de energía luminosa a través de la fotosíntesis, el uso del agua regulado por la transpiración vegetal y el microclima de las uvas en maduración. El manejo de la cubierta vegetal es un aspecto importante de la viticultura debido a su efecto sobre el rendimiento, la calidad, el vigor y la prevención de enfermedades de la uva. Varios problemas de la viticultura, como la maduración desigual de la uva, las quemaduras solares y los daños por heladas, pueden abordarse mediante un manejo hábil de la cubierta vegetal. Además de la poda y el recorte de hojas, el dosel a menudo se coloca en sistemas de celosía para guiar su crecimiento y ayudar en el acceso para el manejo y la cosecha continuos.

## Enredadera

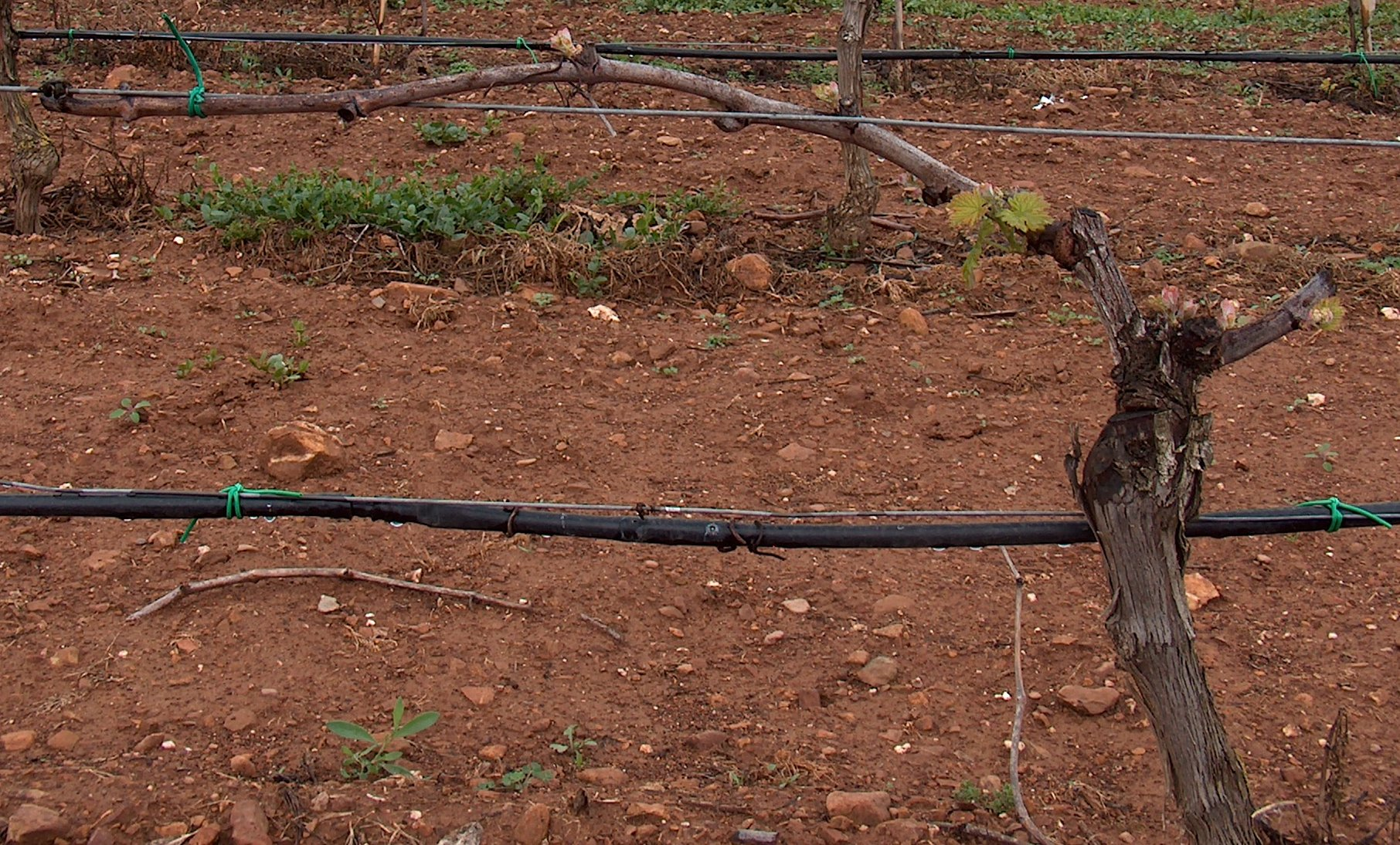
El tronco de una vid tendido a lo largo de alambres con un cordón que se extiende horizontalmente hacia la izquierda.

La enredadera es la parte principal de la vid y se extiende desde el sistema de raíces en el suelo hasta los cordones o brazos de la enredadera. Cuando la uva es joven, el tronco es muy flexible y debe estar sostenido por estacas como parte de un sistema de enredaderas. La altura del tronco varía según la variedad de uva y el tipo de sistema de espaldera que se utilice y puede oscilar entre 10 cm a 10 m. Durante la dormancia invernal, el tronco puede ser vulnerable a condiciones extremas de congelación y, en ocasiones, será enterrado y aislado con tierra para protegerlo.
El tronco está compuesto por vainas de tejido conductor, entre las que destacan el floema y el xilema. La corteza exterior de la vid contiene los tejidos del floema que transportan la savia, enriquecida con azúcares y otras moléculas, desde las hojas al resto de la vid. Durante el ciclo de crecimiento anual de la vid, la vid comenzará a almacenar energía de glúcidos en la parte leñosa del tronco y las raíces. El paso descendente de la savia del floema a las raíces y este proceso de almacenamiento pueden verse interrumpidos por la práctica vitícola de "cintar" o cinchar la vid. Este proceso puede mejorar el cuajado al obligar a la vid a dirigir la mayor parte de su energía hacia el desarrollo de los racimos de uva. El xilema es el tejido leñoso del interior del tronco que mueve la savia, enriquecida con agua, minerales y otros compuestos, desde las raíces hasta las hojas.

### Cordón
El cordón, o "brazos", de la vid se extiende desde el tronco y es la parte donde se extienden brazos adicionales y eventualmente hojas y racimos de uva. Los cordones suelen estar tendidos a lo largo de alambres como parte de un sistema de enrejado. Este entrenamiento suele fijar el cordón en una posición permanente, como una horizontal que se extiende desde el tronco en direcciones opuestas.

## Tallo

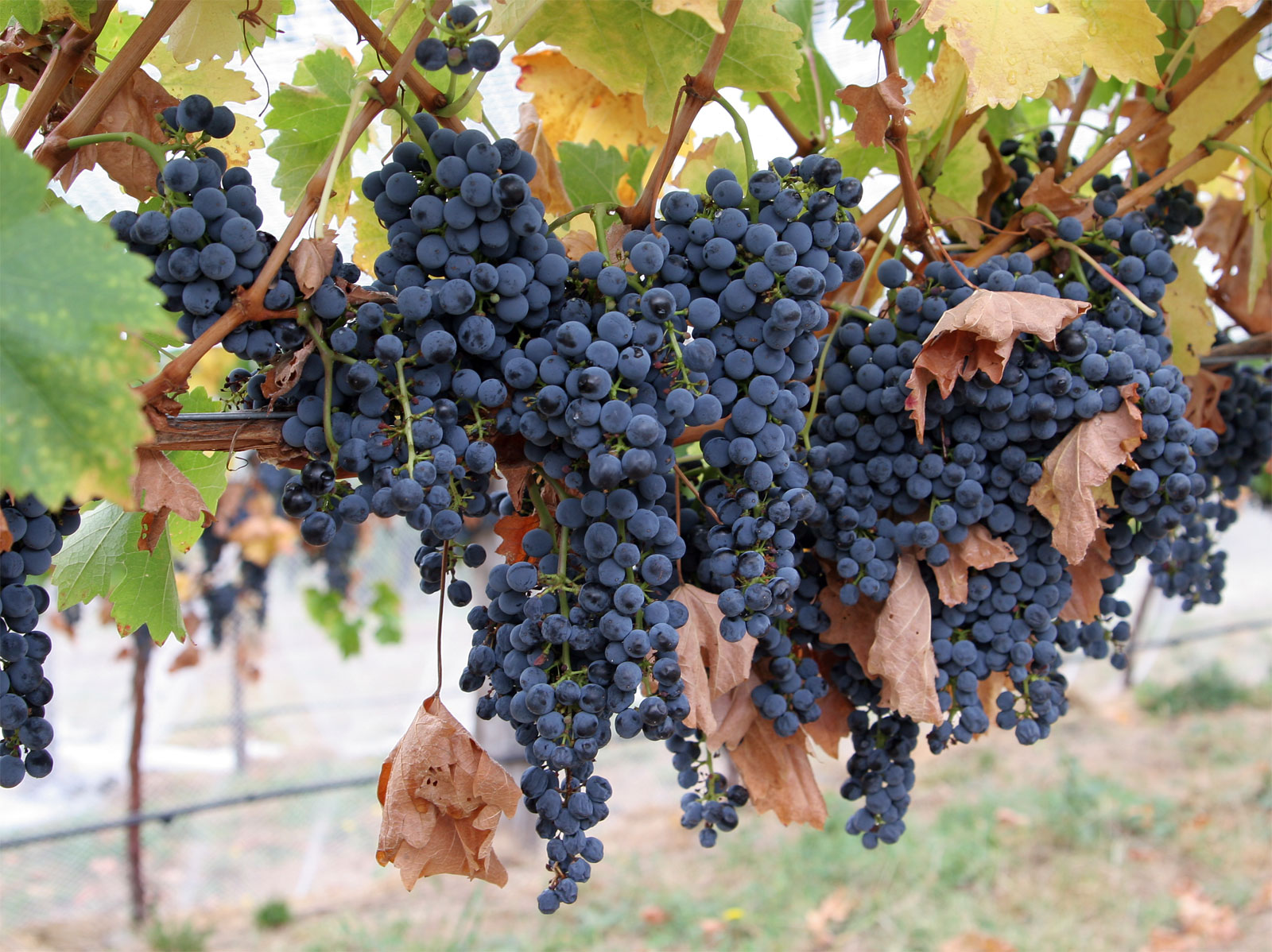
Durante el envero, cuando la uva cambia de color, los sarmientos de la vid empiezan a endurecerse y dorarse.

Los términos tallo, troncos y brotes a veces se usan indistintamente, pero los viticultores generalmente hacen alguna diferenciación. El tallo de la vid, que se extiende desde el cordón, se considera el sarmiento y esta parte se poda con mayor frecuencia en el proceso de "raleo de sarmientos" para controlar el rendimiento de la uva. El tallo que se extiende para sostener el racimo de uva se conoce como tallo del racimo, mientras que el tallo de la baya de uva individual es el pedicelo.
El sarmiento de la vid se desarrolla a partir de nuevos brotes ubicados en el cordón y crece hasta incluir las hojas, los zarcillos y, finalmente, los racimos de uva. Los primeros brotes comienzan a aparecer en primavera, tras la brotación, acelerando el crecimiento hasta la fase de floración y normalmente lentamente cuando la vid comienza el envero. Durante la etapa de envero (normalmente de mediados a finales del verano), el brote comienza a endurecerse y cambiar de color de verde a marrón.

### Caña
El brote está madurando en este punto y se le conoce como "caña". En invierno, las cañas de la vid generalmente se cortan por completo y la cantidad y el peso de la caña se utilizan para medir la cantidad de poda y manejo del dosel que será necesario para el próximo año. La "punta" del brote es la pequeña (1 cm) parte del sarmiento más alejada de la vid. Los viticultores utilizan el crecimiento de esta punta como una indicación del vigor de la vid porque la punta compite con los racimos de uva por los recursos de la vid. Idealmente, el crecimiento de los brotes debería detenerse alrededor del momento del envero; una vid que continúa haciendo crecer los brotes tendrá la posibilidad de tener racimos de uva menos desarrollados.

## Hojas

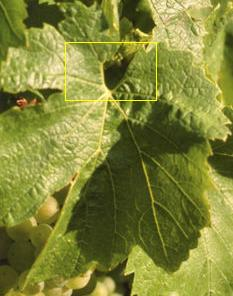
Los ampelógrafos podrían identificar esta hoja de Chardonnay basándose en el tamaño y la forma de sus cinco lóbulos y las venas desnudas alrededor de su seno. (resaltado en el cuadro)

Las hojas de la vid son la parte más visible del dosel y también una de las más importantes. Es a través de las hojas que tiene lugar el vital proceso fisiológico de la fotosíntesis, que crea los carbohidratos que la vid necesita para crecer y procesar los racimos de uva. El tamaño de las hojas varía según las variedades de uva, con variedades como Merlot que tienen hojas muy grandes y Gewürztraminer que se caracteriza por tener hojas pequeñas. El tamaño típico suele ser comparable al de una mano humana. Además del tamaño, las hojas tienen muchas otras características únicas que los ampelógrafos utilizan para identificar las plantas. El tamaño y la forma del seno de la hoja (el espacio de apertura donde la lámina de la hoja se conecta con el pecíolo), la forma de los "dientes" a lo largo del borde exterior, la disposición de los cinco lóbulos o partes salientes y el ángulo y la longitud. de las venas pueden ayudar a identificar la vid.
El tono de la hoja puede ser un indicador de la salud y nutrición de la vid. La clorofila presente en la hoja le otorga su color verde característico. Antes de la llegada del invierno, la vid dejará de llevar a cabo la fotosíntesis, lo que provocará la descomposición natural de la clorofila y el cambio de color en las hojas. No obstante, la falta de nitrógeno o azufre podría ocasionar que las hojas de la vid se tornen amarillas de manera prematura (antes de la época de la vendimia). La presencia de manchas rojizas o "zonas muertas" marrones podría ser un indicio de una infección viral (como el virus del enrollamiento de la hoja) o de contaminación debido al uso de herbicidas.
El viticultor utilizará una proporción de hojas y frutos como referencia para determinar la capacidad de una vid para madurar completamente las uvas. A diferencia de la consideración de los rendimientos, el equilibrio de la cobertura foliar (necesaria para la fotosíntesis) y la proporción de frutos (evaluados por su peso en lugar del número de racimos) podrían tener el efecto más significativo en la calidad de la uva destinada a la producción de vino. La idea de mantener una "vid equilibrada", iniciada por el viticultor Richard Smart, consiste en asegurar que haya suficiente cobertura foliar para que la planta produzca la energía necesaria para madurar la uva sin tener una actividad fotosintética excesiva, lo que permitiría que las vides tengan un excedente de energía y continúen creciendo más brotes. Además, las hojas proporcionan sombra a los racimos de uva, lo cual es beneficioso para protegerlos del estrés causado por el calor intenso (conocido como "quemaduras solares"), pero una sombra excesiva también puede disminuir el desarrollo de azúcares, antocianinas y otros compuestos fenólicos importantes en la uva. Por esta razón, muchos viñedos optan por quitar las hojas durante la temporada de crecimiento con el fin de mantener una cobertura foliar óptima.